# Stargate SG-1

Representación de una puerta estelar como las que aparecen en la serie y las películas.

Stargate SG-1 (La Puerta Del Tiempo en Hispanoamérica) es una serie de televisión de ciencia ficción militar de Canadá y Estados Unidos creada por Brad Wright y Jonathan Glassner.

## Sinopsis e Información
La serie continúa la historia de la película de 1994 Stargate, en la que el comando militar liderado por el coronel Jack O'Neill y aconsejado por el arqueólogo Daniel Jackson empleaban un antiguo aparato alienígena llamado Stargate para viajar a un planeta en el que un alienígena llamado Ra oprimía a los humanos que allí vivían al hacerse pasar por un dios. El episodio piloto de la serie, que tiene lugar aproximadamente un año después de los sucesos de la película, muestran que Ra no fue el único alienígena que utilizó los Stargates para transportar esclavos humanos a muchos planetas durante miles de años.
Stargate SG-1 se estrenó el 27 de julio de 1997 en el canal de pago Showtime. Tras cinco temporadas en la misma cadena, Sci Fi Channel adoptó Stargate SG-1 y la emitió durante cinco temporadas más, completando en total 214 episodios en diez temporadas (las temporadas de la 1 a la 7 constaban de 22 episodios cada una, y las temporadas 8, 9 y 10 tenían 20 episodios cada una). Como en los Estados Unidos las temporadas se dividen en dos partes para permitir que la producción no se quede rezagada, en ocasiones el canal británico Sky 1 emitió la segunda parte de las temporadas antes que su homólogo estadounidense. El episodio final de Stargate SG-1 se estrenó en el Reino Unido en Sky One el 13 de marzo de 2007. Sci Fi Channel concluyó la décima temporada el 22 de junio de 2007.
El reparto de las primeras cinco temporadas consta de Richard Dean Anderson como el coronel Jack O'Neill, Michael Shanks como el Dr. Daniel Jackson, Amanda Tapping como la capitana/mayor Samantha Carter (posteriormente sería ascendida a teniente coronel en la octava temporada, y a coronel en las películas), Christopher Judge como el alienígena Jaffa Teal'c, y Don S. Davis como el general George Hammond. Michael Shanks abandonó la serie tras la quinta temporada, y fue reemplazado por Corin Nemec como el humano extraterrestre Jonas Quinn durante la sexta. Shanks tuvo diversas apariciones durante la sexta temporada y volvió a unirse al reparto en la séptima, permaneciendo como uno de los protagonistas de la serie hasta el final de la misma. Cuando Don S. Davis se marchó de Stargate SG-1 tras finalizar la séptima temporada, el personaje de Richard Dean Anderson fue ascendido a general en la octava. Anderson dejó la serie tras esa temporada, pero continuó realizando apariciones esporádicas. Ben Browder y Beau Bridges los reemplazaron a ambos como el coronel Cameron Mitchell y el general Hank Landry en la novena temporada, respectivamente. La última actriz en unirse al reparto principal fue Claudia Black, que retomó su anterior papel recurrente como Vala Mal Doran en la décima temporada.
La serie se centra en las vivencias y aventuras de un equipo de militares y científicos miembros de un proyecto ultrasecreto de las Fuerzas Aéreas de los Estados Unidos, que utiliza un artefacto extraterrestre (Stargate) para desplazarse a otros planetas de manera casi instantánea. Cada episodio dura 42 minutos, formato necesario para durar una hora al aire al incluir los anuncios publicitarios. La novena temporada, emitida en los Estados Unidos el SciFi channel, tuvo una presentación acortada, para permitir más tiempo de publicidad. En Latinoamérica se ve en el canal SciFi. En España comenzó emitiéndose a través de los canales regionales. Las temporadas más recientes se emiten por el canal de pago AXN. En octubre de 2005, la MGM anunció que la serie tendría una décima temporada, consiguiendo así que Stargate SG-1 sea una de las series de ciencia ficción más largas de la historia de la televisión de los Estados Unidos, igualando a The X-Files con 10 temporadas, récord que perdió en el 2015 ante Supernatural. El 22 de agosto de 2006, el canal SciFi y la productora MGM remitieron comunicados a la prensa y a diferentes portales de internet anunciando que la serie no sería renovada por una undécima temporada.
Todas las temporadas de Stargate SG-1 están disponibles en DVD, y dos películas directamente para DVD han continuado la serie (la primera saliendo a la venta en marzo de 2008, y la segunda en julio de 2008). Una tercera película fue confirmada en abril de 2009 aunque finalmente no fue producida.
En el año 2014 se confirmó el reinicio de la saga de Stargate en la gran pantalla, dando paso a una nueva trilogía totalmente nueva en los próximos años. Así pues, los acontecimientos ocurridos en Stargate SG-1 no serán parte de este nuevo universo. Los planes de las películas se basarán en los antiguos, los cuales estaban pensados en un principio como trilogía cinematográfica.

## Elenco y personajes

### Principales
- Jack O'Neill (1997-2005, recurrente 2005-2007) interpretado por Richard Dean Anderson.
- Daniel Jackson (1997-2007) interpretado por Michael Shanks.
- Samantha Carter (1997-2007) interpretada por Amanda Tapping.
- Teal'c (1997-2007) interpretado por Christopher Judge.
- George Hammond (1997-2004, recurrente 2004-2007) interpretado por Don S. Davis
- Cameron Mitchell (2005-2007) interpretado por Ben Browder.
- Hank Landry (2005-2007) interpretado por Beau Bridges.
- Vala Mal Doran (2006-2007) (recurrente 2004-2006) interpretada por Claudia Black.
- Jonas Quinn (2002-2003, recurrente 2002, 2003-2004) interpretado por Corin Nemec.

### Habituales
- Bra'tac (1997-2007) interpretado por Tony Amendola.
- Walter Harriman Davis (1997-2007) interpretado por Gary Jones.
- Janet Fraiser (1997-2004, aparición especial en 2006) interpretada por Teryl Rothery.
- Jacob Carter/Selmak (1997-2005) interpretado por Carmen Argenziano.
- Apophis (1997-2006) interpretado por Peter Williams.
- Anubis interpretado por David Palffy.
- Carolyn Lam (2006-2007) interpretada por Lexa Doig.
- Dr. Bill Lee interpretado por Bill Dow.
- Skaara/Klorel interpretado por Alexis Cruz.
- Oma Desala interpretada por Carla Boudreau y Mel Harris.
- Sha're interpretada por Vaitiare Bandera.
- Osiris interpretada por Anna-Louise Plowman.
- Baal interpretado por Cliff Simon.
- Adria/Orici interpretada por Morena Baccarin
- Mayor Paul Davis interpretado por Colin Cunningham.

## Temporadas
| Temporada | Temporada | Episodios | Episodios | Emisión original    | Emisión original      | Emisión original |
| Temporada | Temporada | Episodios | Episodios | Primera emisión     | Última emisión        | Cadena           |
| --------- | --------- | --------- | --------- | ------------------- | --------------------- | ---------------- |
|           | 1         | 22        | 22        | 27 de julio de 1997 | 6 de marzo de 1998    | Showtime         |
|           | 2         | 22        | 22        | 26 de junio de 1998 | 10 de febrero de 1999 | Showtime         |
|           | 3         | 22        | 22        | 25 de junio de 1999 | 8 de marzo de 2000    | Showtime         |
|           | 4         | 22        | 22        | 30 de junio de 2000 | 14 de febrero de 2001 | Showtime         |
|           | 5         | 22        | 22        | 29 de junio de 2001 | 6 de febrero de 2002  | Showtime         |
|           | 6         | 22        | 22        | 7 de junio de 2002  | 19 de febrero de 2003 | Sci Fi           |
|           | 7         | 22        | 22        | 10 de junio de 2003 | 9 de marzo de 2004    | Sci Fi           |
|           | 8         | 20        | 20        | 9 de julio de 2004  | 22 de febrero de 2005 | Sci Fi           |
|           | 9         | 20        | 20        | 15 de julio de 2005 | 10 de marzo de 2006   | Sci Fi           |
|           | 10        | 20        | 20        | 14 de julio de 2006 | 13 de marzo de 2007   | Sci Fi           |

## Películas
En octubre de 2006, Brad Wright confirmó la producción de dos películas para DVD.
- Stargate: The Ark of Truth, a la venta en DVD el 11 de marzo de 2008.
- Stargate: Continuum a la venta en DVD el 29 de julio de 2008.

Además se realizó una reedición de «Stargate SG-1: Children Of The Gods», el episodio piloto de 1997, a la venta en DVD el 21 de julio de 2009.

## Futuro

### Película cancelada
En abril de 2009, MGM confirmó la tercera película de SG-1, que Brad Wright anunció en mayo de 2008. Wright y el antiguo productor ejecutivo de Stargate Atlantis Carl Binder escribieron el guion, que llevaba el título de Stargate: Revolution. Se planeó el inicio de producción para 2009, con Martin Wood como director. Sin embargo, quedó parada debido a los efectos de la crisis económica de 2008-2009, aunque Wright aseguró que pretendían empezar a rodarla tras el fin de año de 2009. Según Wright, la película estará centrada en Jack O'Neill y muchos de los actores de SG-1 repetirían sus papeles, dependiendo del coste y de su disponibilidad. Michael Shanks (Daniel Jackson) confirmó su participación y la de Richard Dean Anderson, aunque aún no tenían nada firmado. Amanda Tapping también confirmó su presencia en la película. Según Wright, el personaje de Vala Mal Doran no aparecerá en la película. Tras un tiempo en el limbo, Brad Wright anunció en abril de 2011 que MGM no costearía la producción de la película.

## Doblajes
| Personaje             | Actor de doblaje (Hispanoamérica)                                               | Actor de doblaje (España) |
| --------------------- | ------------------------------------------------------------------------------- | ------------------------- |
| Jack O'Neill          | Sandro Larenas                                                                  | Luis Porcar               |
| Daniel Jackson        | Jorge Araneda (Temporadas 1 y 2), Andrés Skoknick (resto)                       | Eduardo del Hoyo          |
| Samantha Carter       | Laura Olazábal (1.ª voz), Keyroz Guillén (2.ª voz)                              | Paloma Escola             |
| Teal'c                | Marco Antonio Espina                                                            | Antonio Villar            |
| George Hammond        | Omar López (Temporadas 1 y 8), Javier Rodríguez (resto)                         | Carlos Revilla            |
| Cameron Mitchell      | Roberto Farías                                                                  |                           |
| Hank Landry           | Sergio Schmied                                                                  |                           |
| Vala Mal Doran        | Morin Herman                                                                    |                           |
| Jonas Quinn           | Pablo Ausensi                                                                   |                           |
| Janet Fraiser         | Rosario Zamora                                                                  |                           |
| Walter Harriman Davis | Sergio Schmied, Alejandro Trejo, Carlos Carvajal (resto)                        |                           |
| Carolyn Lam           | Jessica Toledo                                                                  |                           |
| Robert Kinsey         | Aníbal Reyna (Temporada 1), Javier Rodríguez (resto)                            |                           |
| Harry Maybourne       | John Knuckey (Temporada 1), Mario Santander (resto)                             |                           |
| Apophis               | Luis Rojas                                                                      | Iñaki Crespo              |
| Ba'al                 | Julio González                                                                  |                           |
| Bra'tac               | Javier Rodríguez (Temporadas 1 y 2), Sergio Schmied (Temporada 3), Ricardo Soto | Julio Nuñez               |
| Adria                 | Vanesa Silva                                                                    |                           |
| Tomin                 | Daniel Seisdedos                                                                |                           |
| Paul Davis            | Roberto Farías                                                                  | Juan Antonio Arroyo       |
| Skaara                | Pablo Ausensi (Episodio piloto), Alejandro Trejo                                | Rafael Alonso Narano JR.  |
| Charles Kawalsky      | Javier Rodríguez                                                                | Luis Mas                  |
| Thor                  | Alejandro Trejo (resto)                                                         |                           |
| Rodney McKay          | Jorge Lillo                                                                     |                           |
| Elizabeth Weir        | Yannina Quiroz (Temporada 7), Rosario Zamora                                    |                           |
| Louis Ferreti         | Mario Santander                                                                 | Miguel Zúñiga             |
| Martouf               | Jorge Lillo, Pablo Ausensi                                                      |                           |
| Cassandra             | Giannina Talloni                                                                |                           |
| Siler                 | Alexis Quiroz, Patricio Gutiérrez, Javier Rodríguez                             |                           |
| Hathor                | Viviana Navarro                                                                 |                           |
| Estudio de doblaje    | Doblajes Internacionales DINT (Santiago, Chile)                                 | Abaira (Madrid, España)   |